# Galadriel
Galadriel J. R. R. Tolkien világhírű angol fantasy-író regényeinek szereplője, az író által teremtett világ, Középfölde lakója, aki a középföldi tündék legszebb megmaradt birodalma, Lothlórien királynőjeként uralkodott, mígnem a Harmadkor végén visszahajózott Halhatatlanföldre. Karaktere megjelenik "A Gyűrűk Ura", "A szilmarilok", illetve a "Befejezetlen regék Númenorról és Középföldéről" című könyvekben. Peter Jackson új-zélandi rendező filmadaptációiban Cate Blanchett ausztrál színésznő alakítja, "A Hatalom Gyűrűi" című sorozatban pedig Morfydd Clark.
A mitológia szerint előkelő nemesi származású, ugyanis részben nolda, részben teler -  Finwë és Olwë királyok unokája. Valamikor a noldák lázadásának prominens képviselője volt, és az Első Kor során közöttük volt, amikor azok elhagyták Valinort és Középföldére mentek. Itt tartózkodása alatt Lothlórien úrnője lett férjével, Celebornnal. Lányuk, Celebrian lett később Elrond felesége és Arwen, Elladan, valamint Elrohir anyja. Tolkien úgy írta le őt, mint a leghatalmasabb és legszebb tündét, aki Gil-galad halála után Középföldén maradt.

## Neveiről

### Apai és anyai nevei
Apai, illetve anyai nevén eredetileg Artanisnak, avagy Nerwennek nevezték (ld. lentebb), és egészen a másodkor elejéig ezeket (ezek egyikét, esetleg mindkettőt) használta.

### Ragadványneve(i)
Kedvesétől, Celeborntól, valószínűleg még Doriathban az Al(a)táriel nevet kapta. Egészen pontosan Celeborn a teler nyelvjárású Altáriel nevet adta neki, de Galadriel eleinte ennek quenya változatát, az Alatárielt (vagy ennek sinda tükörfordítását, a Galadrielt) használta szívesebben. Ennek egyik alkotóeleme A szilmarilok Függeléke szerint a quenya alata (sugárzás) és rig (koszorú) gyökök, és természetesen a nőnemet jelölő "(i)el" végződés. A név hozzávetőleges jelentése tehát kb. „(arany)fény(ű) lány” vagy „sugárzó lány”, Tolkien szó szerintibb értelmezése szerint „sugárral koszorúzott lány”. A név minden bizonnyal a lány hajának színére utal, melyet anyja nemzetségétől örökölt, s melynek a tündék szerte Ardán a csodájára jártak, noha az Óidőket nem ismerő középföldi népek később másképp magyarázták az összetételt. Galadhriknak, avagy „a fák népének” nevezték ugyanis a lórieni tündéket (akik nemcsak a fák között, hanem a fákra is épített szállásokon laktak), és úgy gondolták, a nevében valójában a sinda nyelv „galadh” (= fa) és nem a szintén sinda „galad” (= fény) gyök van elrejtve. Ez azonban tévedés, s így a „fás” etimológia helytelen; a lórieni tündék és barátaik sosem ejtették vagy írták úrnőjük nevét h-val.
Hogy régi nevei, és a quenya Al(a)táriel helyett a sinda megfelelő, a Galadriel alak lett ismertebb, az érthető, minthogy Doriath ura, Thingol király teler rokonai lemészárlóinak, a noldák nyelvét, azaz a quenyát betiltotta Doriathban, tehát valószínűtlen, hogy Galadriel az első kor elején nyilvánosan Alatárielnek nevezhette volna magát (ugyanezen okból, szüleitől eredő, szintén quenya nyelvű neveit sem igen használhatta). Doriathból távozva, más volt a helyzet; s a Befejezetlen regék említi, hogy régebbi nevei használatával csak viszonylag későn, Lórieni uralkodásuk idején hagyott fel végleg.

## Élete

### Származása
A halhatatlanföldi időszámítás (f. é.) szerint a Fák 1362. évében született igen előkelő tünde családban. Nagyapja ugyanis Finwë volt, a noldák avagy nemestündék vagy bölcs-tündék (az Aranykor végén a Sötét Úr, Melkor által meggyilkolt) nagykirálya. A noldák az istenek (valák) Finwe által tolmácsolt hívására és az ő vezetése alatt vándoroltak Középföldéről Valinorba, Halhatatlanföldre, s részesültek a Fák fényében és bizonyos mértékig az istenek erejében és tudásában. Finwë kétszer is nősült, mert első felesége, a nolda Míriel (más néven Serinde) életereje elemésztődött minden idők legnagyobb, de legtöbb bajt okozó noldájának, Curufinwének avagy Fëanornak megszülésekor, s nem sokkal utána meghalt. Finwë második felesége a vanyák (szép-tündék; a Valinorba elsőként vándorló és onnan csak az Izzó Harag Háborújában visszatérő tünde-nép) leánya, Indis volt, akitől két fia született, Fingolfin és Finarfin. Finarfin, Galadriel apja az alqualondei (Valinor kikötővárosa) teler (vonakodó avagy parti-tündék, a harmadikként és vonakodva Valinorba vándorlók) tünde-király, Olwë lányát, Earwent vette feleségül. Galadriel az ötödik, legkisebb gyermekük és az egyetlen lányuk volt, s a fentiek szerint apai és anyai ágon is királyi vérből származott. Bátyjai Finrod, Orodreth, Angrod, és Aegnor.

### Galadriel Valinorban
A Gyűrűk Ura semmit, A szilmarilok pedig nagyon keveset mond Galadriel származásáról és valinori éveiről: az egymondatos beszámoló szerint Galadriel Finarfin és Earwen lánya, "Finwe házának legszebb virága; hajának aranya úgy ragyogott, mintha Laurelin fénye sugározna belőle".
Tolkien életének utolsó éveiben többet foglalkozott Galadriel háttértörténetével. Létezik egy cím nélküli, igen késői és rövid esszéje, amely részletesebben beszámol származásáról és valinori cselekedeteiről.
Eszerint Galadrielt apja Artanisnak ("Nemesasszony"), anyja Nerwennek ("Férfiak lánya") nevezte, mindkét elnevezés magas termetére és korán megnyilvánuló testi-lelki erejére utal. Fiatal korától a legszebb nolda nőként tartották számon, különösen aranyszínű, de ezüst fénnyel is csillogó haja miatt, amelyen egyesek szerint maguknak a Fáknak a fénye ragyogott vissza. Szépségét minden idők tündéi közt csak Lúthien múlta fölül – bár a kérdést joggal tartjuk vitatottnak. Nemcsak a legszebb, de a legbölcsebb is volt a noldák között (észben, tudásban csak nagybátyja, Fëanor előzte meg, azonban annak öntörvényűsége nagyrészt, erőszakossága és önzése pedig teljességgel hiányzott belőle, s utóbbi tulajdonságai miatt Fëanor bölcsnek nem is igazán nevezhető). Összességében s képességeit tekintve Galadrielt mondhatjuk minden idők második legnagyobb noldájának.
Az említett esszé szerint továbbá Fëanor és Galadriel, ez a két kiemelkedő egyéniség egyáltalán nem szívelte egymást. Galadriel, aki empatikus képességei révén sokszor előre megérezte az eljövendő eseményeket, kezdettől fogva ösztönösen idegenkedett Fëanortól, mert lelkét és végzetét sötétnek látta. A tünde-hagyomány egy fennmaradt kis szelete szerint Fëanor Galadriel hajának fényéről vette az ötletet, hogy a Fák fényét drágakövekbe zárja (ezen alkotásai lettek a szilmarilok), s munkáihoz néhány hajszálat kért Galadrieltől (három alkalommal is), amit az mindannyiszor megtagadott tőle, mélyen megsértve ezzel heves vérmérsékletű ifjút. Ennek ellenére bizonyos részt vállalt a tüzes szellemű nolda vezér lázadásában.

„A szilmarilok Noldák futása c. fejezete részletesen beszámol a lázadásról. Amikor Melkor meggyilkolta Finwét, és elragadta a szilmarilokat, Fëanor fellázadt az istenek ellen és népét arra buzdította, hagyják el Halhatatlanföldet, és uralkodjanak Középföldén, harcolva a tolvaj és gyilkos sötét vala, Melkor ellen, akit Morgothnak, a világ Fekete Ellenségének nevezett. Hét fiával együtt rettenetes Esküt tett, miszerint bosszújuk az idők végezetéig üldözni fog bármilyen lényt, aki magánál mer tartani egy szilmarilt. Formálisan ugyan Fingolfin volt a noldák nagykirálya, nem Fëanor (mert Finwë már régebben lemondott a trónról), de a noldák szívét és elméjét, még a királyét is, rabul ejtették a kiváló szónok Fëanor tüzes beszédei a valák rabszolgabilincseinek lerázásáról és Középfölde tágas tereiről. Galadriel esküt ugyan nem tett velük, de vágy ébredt benne Középfölde iránt, ahol a maga kedvére uralkodhat, s ezért velük tartott. Bármi rosszat is tartott felőlük Fëanor, a valák semmiben nem akadályozták a lázadókat, akik iránt csak szomorúságot éreztek; egészen addig, amíg Fëanor viszályba nem keveredett régi barátjával, az alqualondëi kikötő urával, a teler Olwével; aki nem akarta szép hajóit a tengeri járművek építéséhez nem értő noldáknak kölcsönadni a Valinorból való kivándorláshoz. Fëanor követői megszállták a kikötőt és a hajókat, mire a telerek sokukat a tengerbe hajították, erre kirepültek a nolda kardok és véres harc bontakozott ki, a harcba pedig Fingolfin emberei is bekapcsolódtak, mert a városba érve csak annyit láttak, hogy a telerek gyilkolják a rokonaikat – noha e „gyilkosok” fegyverzete gyönge volt, és végül jobbára csak őket mészárolták le. Finarfin háza azonban kimaradt a harcból, így ők ártatlanok voltak a testvérmészárlásban, amiért az istenek joggal a noldákat tették felelőssé.”

A már említett esszé és más beszámolók szerint viszont a mindkét harcoló félhez közeli rokoni kapcsolatokkal fűződő Galadriel (noha Finarfin házához tartozott, akik a Szilmarilok szerint nem harcoltak) részt vett a harcban, de a Fëanor iránti ellenszenve és Olwéval való közeli rokonsága miatt a telerek oldalán. Ettől eltekintve végig a lázadók között volt, de most és később is, mindvégig egy olyan csoport élén, amit „Fëanor-ellenes frakciónak” nevezhetünk.
A valák úgy döntöttek, a testvérmészárlás miatt megbüntetik a noldákat. Közölték velük: ha most elhagyják Valinort és nem kérik bocsánatukat, soha nem jöhetnek vissza, átok fogja sújtani őket, rettenetes esküjük romlásba dönti Fëanor házát, és mindenkit, aki követi őket; s megjósolták nekik, hogy Középföldén szenvedés, nyomorúság, harc, árulás és erőszakos halál várja őket, azután pedig az Alvilág, Mandos sötétsége, s lelküknek akkor sem irgalmaznak, ha mindazok könyörögnek értük, akiket lemészároltak. Valinort pedig elrejtik Melkor újabb támadásai s a világba belefáradt, megtört noldák visszatérése vagy segélykiáltásai elől. Ám csak Finarfin és népének egy része fordultak vissza Valinorba (többnyire még utódai, mint Finrod és Galadriel sem követték) és bocsánatot is nyertek, míg Fëanor és népe hajóra szállt. Mindannyian nem fértek a hajókra, így Fingolfin követői a Melkor által ideiglenesen homályba borított Valinorban maradtak, s látniuk kellett, hogy elárulták őket. Fëanor ugyanis parancsot adott a túlsó parton, hogy gyújtsák fel és süllyesszék a tengerbe a hajókat, s a lángok fénye egészen az egekig szállt.
Az elárultakra keserves út várt a járhatatlannak tartott jégsivatagban, a Helcaraxén át Középföldére. Az ezen való átkelés legalább akkora tett volt, mint egy dicső győzelem a Sötét Vala ellen. A szilmarilok szerint Galadriel az átkelés vezetői közt volt: ekkor vált világossá, hogy nemcsak származása szerint illeti meg a királyi méltóság. S bár távol maradt a lázadók bűneitől, távozása miatt őt is sújtotta a Valák Átka, s bizonyos mértékben a sorsukban is osztozott, mert Középföldén való uralkodása az idők múltával már inkább gyötrelmes volt, mint felhőtlenül boldog; ahogyan az megjövendöltetett.
Megjegyezzük, hogy élete utolsó hónapjaiban Tolkien, úgy tűnik, megpróbálta a karaktert „tisztázni” az ellentmondásos eseményekben való részvétel alól. Egy nagyrészt olvashatatlan jegyzet megerősíti „ádáz” részvételét a testvérháborúban Olwë oldalán (ez annyit jelent, hogy nem bűnös a mészárlásban, hiszen a valák a harcoló felek közül egyértelműen csak a noldák oldalán harcolókat vonták felelősségre). További eltérés, hogy Galadriel már jóval korábban tervezte volna a kivándorlást, ráadásul Celebornnal együtt (A szilmarilok kiadásra került szövege szerint Celebornnal csak Középföldén, Doriathban ismerkedik meg). Celeborn e változatban nem a sinda Thingol házanépéből való, amint azt a Gyűrűk Ura B függeléke írja; hanem Olwë unokája, s maga is Galadriellel együtt harcolt. Egy hajót sikerült is megmenteniük a noldáktól, s ezen menekültek el, s értek jóval a noldák előtt Középföldére, s nem Doriathban telepedtek le Thingolnál, hanem Círdan kikötőjében.
E változat szerint nem egészen világos, hogy távozásuk magukra vonta-e a Valák Átkát, s ha igen, akkor miért (Christopher Tolkien értelmezése szerint, egyáltalán nem). Mindenesetre a Szilmarilok kiadott szövegébe Christopher Tolkien – akit ama mű Előszava szerint egyes kritikusok kvázi társírónak és nem pusztán egyszerű szerkesztőnek tartanak – nem egy ilyesfajta Galadriel-koncepciót illesztett. Christopher ezt többek között azzal indokolta, hogy a változtatás – bár véleménye szerint J. R. R. Tolkien egészen bizonyosan végrehajtotta volna, ha lehetőségei engedik – teljesen ellentmondott volna a Gyűrűk Ura B függelékének (amely szerint Celeborn doriathi sinda, nem pedig alqualondei teler tünde), de nehéz lett volna összeegyeztetni A szilmarilok magját alkotó többi elbeszéléssel is.

### Az első korban
A Szilmarilok szerint Galadriel hamarosan nagybátyjánál telepedett le, Olwë fivére Elwénél, akit uralkodói nevén Elu Thingolnak hívtak a Fák fényét soha nem látott tündék, a sindák; és aki Doriath földje felett uralkodott, amelyet a maia királynő, Melian hatalma védelmezett. Itt Galadriel tovább fejlesztette bölcsességét, mert nagyon sokat tanult Meliantól.
A Szilmarilok XV. fejezete (A noldák Beleriandban) szerint főként Galadrieltől értesült Thingol és Melian arról, hogy a noldákat gyakorlatilag száműzték Valinorból, és Melkor rémtetteiről, de Galadriel nem volt hajlandó nekik a testvérmészárlásról, az áruló Fëanor losgari hajóégetéséről és más, kellemetlen élményeiről beszélni, pedig azok sokat megsejtettek, nem sokkal később Galadriel egyik bátyjától, Angrodtól pedig meg is tudtak ezekből. Mégis szívesen látták, mert azt tudták, hogy Finarfin háza nem vett részt teler rokonaik lemészárlásában. Amikor Finrod Nargothrondba ment, Galadriel nem követte testvérét (bár az előbb említett fejezet szerint gyakran látogatott oda, s néha ott is maradt egy-egy időre), mert egymásba szerettek Celebornnal, Thingol rokonával, s összeházasodtak.
Doriathot később – a Tolkien különféle kiadott és kiadatlan írásaira alapuló számítások szerint e.k. 500-505 között – a Thingollal azelőtt barátságban élő nogrodi törpök pusztították el, mert összevesztek a királlyal az egyik szilmarilt tartalmazó ékszeren; amelyet a törpök készítettek, noha a benne ékkőként szolgáló szilmaril Thingol tulajdona volt. Hogy Celeborn és Galadriel jelen voltak-e Doriath pusztulásánál, vagy már korábban elmentek, azt nem tudjuk (Christopher Tolkien feltételezi, hogy jelen voltak). Sem a Szilmarilok, sem a Gyűrűk Ura nem írja, hogy a másodkor végéig tartó kb. 50 évet hol és mivel töltötték.
Az Első Kor végén a valák, a korábbi átokban tett ígéretüket némileg megszegve, mégis úgy döntöttek, megdöntik Morgoth hatalmát, s ez meg is történt, a harcokban részt vevőknek pedig felajánlották, hogy még ha bűnösek voltak is a testvérmészárlásban, térjenek vissza Halhatatlanföldre: „ismét elnyerték Manwe szeretetét és a valák bocsánatát, a telerek elfeledték a régi haragot, s az átok elmúlt”. A Szilmarilok szerint számtalan elda nem tért vissza, köztük Círdan, Celeborn és Galadriel, mert még nem bírtak elszakadni Középföldétől.
Megjegyezzük, hogy Tolkien egyes, általában Galadriel büszkeségét kidomborító feljegyzései bonyolultabb okokat is megjelölnek ennél.
- Két fennmaradt feljegyzés is említi, hogy a tünde-úrnő – hogy, hogy nem – nem nyerte el a valák bocsánatát az Első kor végén, és így egészen a harmadkor végéig a Valák Átkának hatása alatt áll. Egy, vélhetően a Gyűrűk Ura megjelentetése után írt feljegyzés szerint a valák minden eldának felajánlották a valinori visszatérést, kivéve a lázadás legfőbb vezetőit. Ez a kivétel ekkor már kizárólag Galadrielre vonatkozhatott, mivel ő maradt közülük egyedül életben. Egy 1967-es Tolkien-levél szerint Galadrielnek kategorikusan megtiltották, hogy visszatérjen, mire ő büszkén azt felelte, hogy egyáltalán nincs szándékában visszatérni.[19]
- Más feljegyzések szerint a valák kegyelmében ő is részesült ugyan, de jó ideig nem volt sem képes, sem pedig hajlandó elfogadni tőlük, bár az idő előrehaladtával egyre jobban vágyott rá. A középföldi hagyományból fennmaradt egyes regék (mint a már többször említett rövid esszé is) szerint a valák neki is megbocsátottak volna, ha hajlandó lett volna ezt kérni, azonban nem tette, mivel ekkor még szeretett volna Középföldén maradni, de büszkesége sem engedte, hogy „legyőzetve és bocsánatért esedezve térjen vissza”. Ilyen koncepció olvasható ki Az Elessar c. Tolkien-esszéből is: ez említ egy középföldi regét – bár Tolkien szándékosan kétségben hagyja az olvasót e történet valóságtartalmát illetően – miszerint (a harmadkorban a Nagy Zölderdőben uralkodó) Galadrielnek már terhessé vált a száműzetés, és kesergett az őt felkereső Olórinnak, hogy a valák elfelejtették és balsorsra ítélték Középföldét, mire a mágus biztosította az ellenkezőjéről, s ennek bizonyítékaként átadta neki Yavanna küldeményét, az Elessar nevű csodatévő drágakövet, azzal a feltétellel, hogy később egy azonos nevet viselő embernek kell majd továbbadnia.[20]

Feltételezhető – sőt, Christopher Tolkien szerint erősen gyanítható – hogy A Gyűrűk Ura írásakor ez a koncepció – tehát hogy Galadriel csak a harmadkorban szabadul fel Mandos Átka és a Valinorba való visszatérés tilalma alól – még nem fogant meg az író fejében; sem a Gyűrűk Urában, sem a Szilmarilokban nincs rá még közvetett utalás sem.

### A másodkorban
A Gyűrűk Ura B függeléke szerint Morgoth bukása után Celeborn és Galadriel Lindonban éltek Círdannál, és hamarosan ők lettek Dél-Lindon (Harlindon) urai (legalábbis Celeborn), míg Észak-Lindonban (Forlindon) Galadriel unokatestvére, Ereinion (ismertebb nevén Gil-galad) uralkodott
Egy Galadrielről és Celebornól (Concerning Galadriel and Celeborn) c. hosszabb Tolkien-feljegyzés szerint Morgoth bukása után Celeborn és Galadriel – mégpedig számos nolda kíséretében – átkeltek a Kékhegységen keletre (Ered Luin v. Ered Lindon), és Eriadorban telepedtek meg, a későbbi Megye északi részén fekvő Nenunial (Esthajnal -tó) partján, és az eriadori tündék uralkodóivá váltak.
Galadrielt rossz érzéssel töltötte el az első kor végén, hogy akárcsak Morgoth első elfogása után, a végleges megdöntése után is, mindenki elfeledkezett legfőbb hadnagyáról, Sauronról. M.k. 500 körül pedig észlelni kezdte, hogy új és ismeretlen hatalom támad fel Középföldén, amely ellenségeskedést szít a tündék és emberek között; s hogy ennek a hatalomnak a fészke valahol a Ködhegység keleti oldalán vagy azon túl lehet. Gyanította, hogy Sauron lehet az, s bár a másodkor elején e sötét úr hatalma nem volt számottevő, a tünde-királynő a jövőbe látva megérezte, hogy ha nem fog össze minden szabad nép a fenyegetése ellen, Középfölde ismét a sötét erők martaléka lesz. Ezért önként magára vállalta azt a szerepet, amit később az istarok végeztek a valák megbízásából, és minden elérhető kapcsolatát megmozgatta a jövendő veszedelem elhárítására. Mivel az edánok eltávoztak Középföldéről Númenor kontinensére, amit a valáktól kaptak jutalmul s kárpótlásul a Morgothtól elszenvedett sérelmekért, az emberek más országai és népei pedig jelentéktelenek voltak, vagy Morgothot imádták, Galadriel a tündék mellett csak a törpökbe helyezhette a reményt.
A Sauron elleni szervezkedés részeként m.k. 750-ben Galadriel megalapította rokonával, Celebrimborral Eregion királyságát, a móriai törpök szomszédságában s a velük való szövetséget előmozdítandó. Eregionban készültek a Hatalom Gyűrűi, többek közt a Három Gyűrű, de a sors iróniája, hogy maga Sauron is, szintén szövetségeseket keresve, ál-alakban barátságot kötött Celebrimborral, és a Hatalom többi Gyűrűin már együtt dolgoztak. Galadriel egy ideig itt uralkodott férjével. Miután Celebrimor átvette a királyság irányítását, Galadriel és Celeborn Lórinandba mentek és lettek a vidék urai. Lórinandot, az Éneklő Arany Völgyét Galadriel makulátlan tünde-birodalommá formálta az elveszett Halhatatlanföld mintájára, ő keresztelte el Lóriennek, Álomvirágnak. Miután Sauron valódi kiléte és szándékai kitudódtak, és az ezt (igaz, nagy sokára) követő háborúban a mordori hadak elpusztították Eregiont (és Celebrimbort is), Galadriel birtokába került a Három Gyűrű egyike, a mithrilből kovácsolt, gyémántköves Nenya. Mivel ez a Víz gyűrűje volt, felébresztette benne a Tenger iránti sóvárgást. Ekkor volt hatalma teljén, de szíve mégis megkeseredett Középfölde gyötrelmeitől, és vágyott vissza Valinorba.
Bölcsességét, amellyel egyaránt olvasott halandók és halhatatlanok szívében és elméjében, Lórienben tovább növelte és tökélyre fejlesztette. A tündék ugyan nem részesültek a valáknak és maiáknak az anyagi világot meghaladó teremtő és világformáló hatalmában, azonban a Három Gyűrű egyike olyan hatalmat biztosított neki (legalábbis aligha akad más magyarázat), amely már-már maiához vagy mágushoz tette hasonlatossá. Bizonyos jelek arra utalnak, hogy komoly telepatikus képességekre tett szert (elméje kapcsolatban volt a Gyűrűhordozó Frodóval, de gyűrűtlen emberek, mint Boromir is, "a hangját hallották a fejükben"), és a rejtélyes mágikus "szerkezet", a Galadriel Tükre révén rendszeresen bepillantást nyerhetett a jövőbe. Birtokába került a gyógyító erővel rendelkező zöld tünde-kő, az Elessar is, amelyet vagy Gandalf hozott neki Valinorból (a valák kegyelmének némi jeleként), vagy Celebrimor készített, s amelyet a Harmadkorban Aragornra ruházott. Az emberek a Harmadkorra már idegenkedtek a tündéktől, Galadrieltől azonban rettegtek is és "boszorkánynak" nevezték, Lothlórient pedig messze elkerülték, kivéve a dúnadánok, akiknek királya, Aragorn Galadriel unokáját, Arwent vette el (akit Lórien erdeiben ismert meg) és vele uralkodott Gondor királyságában Sauron bukása után.

### A harmadkorban
Bár színleg a háttérbe húzódott, Gandalf mellett alighanem Galadriel az, aki nélkül a második sötét úr soha nem győzetett volna le. Galadriel hívta össze az első Sauron-ellenes Fehér Tanácsot, és feltétel nélkül támogatta a mágus Gandalf minden kezdeményezését, így a Gyűrű Szövetségét is. A Szövetség egyik tagjának, a törp Gimlinek még azt is megengedte, hogy három hajaszálát eltegye emlékbe; pedig a kérés udvariassága ellenére tényleg merész volt (ugyebár Valinorban még rokonától, a nagy Feanortól is megtagadta ugyanezt).
Szauron bukása után, ahogy Gandalf és Galadriel régebbi balsejtelmei jelezték is, a Három Gyűrű hatalma is véget ért Középföldén. Celeborn még megdöntötte a Lórient örökké fenyegető Sauron-birtok, Dol Guldur hatalmát, de elkövetkezett az idő, amikor a Gyűrűhordozóknak hajóra kellett szállniuk és elhagyniuk Középföldét. Az utolsó hajón hagyta el Középföldét, ahogy Círdan, Gandalf, Zsákos Bilbó, Zsákos Frodó, s – a szóbeszéd szerint – Glóin fia Gimli is. Ha Galadriel az Első Kor végén valóban kegyvesztettnek is számított a valák közt (ami korántsem bizonyos, az azonban igen, hogy ő maga leginkább így hitte), a Sauron elleni küzdelmei és az Egy Gyűrű kísértésének való sikeres ellenállása miatt megbocsátottak neki, sőt – Gimli állítólagos és Frodó egészen bizonyos elhajózását tekintve (egyes hagyomány-szikrák szerint ez utóbbi is Galadriel kívánsága volt) – még a legkülönösebb és legmerészebb kéréseit is teljesítették. Ekkor már körülbelül hétezer éves volt.

## Utódai
Leánya Celebrían volt, aki a féltünde-úrhoz, Elrondhoz ment feleségül (Celebríant egyik újtján Völgyzugolyból visszafelé orkok sebesítették meg s ezért elhajózott Középföldéről a harmadkor kétezerhatszázadik éve körül), s frigyükből született a tünde Arwen, aki halhatatlanságáról lemondva Gondor királynője lett az északi númenori származású ember, Aragorn Elessar Telcontar oldalán. Akadnak legendák, melyek szerint Amroth, Lórinand Celebornt megelőző fejedelme is Celeborn és Galadriel fia volt, ezekről azonban a "kanonikus" iratok (a Gyűrűk Ura és a Szilmarilok) egy szót sem ejtenek, s így valóságalapjuk bizonytalan (Amroth egyébként eltűnt, valószínűleg a tengerbe veszett Gondor környékén, boldog, de tragikus bonyodalmakkal járó szerelme miatt, amit a Nimrodel nevű lórinandban élő tünde-lány iránt érzett).